# Maidstone, Australien
Maidstone är en förort till Melbourne i Australien. Den ligger i kommunen Maribyrnong och delstaten Victoria, nära centrala Melbourne. Antalet invånare är 7 750.
Trakten är tätbefolkad. Närmaste större samhälle är Melbourne, nära Maidstone. 
Runt Maidstone är det i huvudsak tätbebyggt. Genomsnittlig årsnederbörd är 971 millimeter. Den regnigaste månaden är juni, med i genomsnitt 115 mm nederbörd, och den torraste är januari, med 34 mm nederbörd.